# Вязовское сельское поселение (Воронежская область)
Вязовское сельское поселение — упразднённое муниципальное образование в Таловском районе Воронежской области.
Административный центр — село Вязовка.

## История
Вязовский сельсовет образован в 1918 году постановлением ВЦИК и СНК РСФСР № 147 от 24.12.1917 года и Указом Президиума Верховного Совета РСФСР от 12.01.1965 года в составе Таловского района Воронежской области.
Законом Воронежской области от 02.12.2004 года № 88-ОЗ сельсовет наделен статусом сельского поселения.
Законом Воронежской области от 30 ноября 2015 года № 163-ОЗ, были преобразованы, путём их объединения, Вязовское и Синявское сельские поселения — в Синявское сельское поселение с административным центром в селе Синявка.

## Административное деление
В состав поселения входили:
- село Вязовка,
- посёлок Еланка.